# Obrva
 Ovo je glavno značenje pojma Obrva. Za Obrva (Kraljevo, Srbija) pogledajte naselje u općini Kraljevo, Srbija.
Obrva se nalazi iznad oka. Kod ljudi je obrastana dlakama, a kod nekih životinja taktilnim dlakama.

## Funkcija
Osnovna funkcija obrva je sprječavanje dospiječa vlage (pretežno od znoja ili kiše) u oko. Specifičan oblik obrva pomaže oticanju tekučine na stranu lica ili prema nosu. Obrve štite oko i od upadanja stranih tijela u oko kao što je perut, i pojačavaju osjet za detektiranje objekata u blizini oka, kao što su leteći insekti i sl. Obrve kod ljudi su korisne i u komunikaciji.

## Modifikacija obrva
Obrve se mogu modificirati u estetske svrhe. Najčešće to rade žene čupanjem dlaka i sužavanjem obrva. 